# Gens Quintia
La gens Quintia, o Quinctia, in italiano traslitterato in Quinzia, era una delle più antiche gens romane. Di origine patrizia annovera fra i suoi membri molti illustri rappresentanti sia nel periodo repubblicano che in quello imperiale fra cui Cincinnato ed il generale Tito Quinzio Flaminino.

## Origini
Secondo quanto indicato da Livio, la gens Quintia fu cooptata da Roma, insieme ad altre, quando la città di Alba Longa fu conquistata dai romani guidati da Tullo Ostilio. Il primo membro della famiglia che viene nominato fu Tito Quinzio Capitolino Barbato, che fu console per sei volte tra il 471 ed il 439 a.C.; conseguentemente finì per essere considerata nel novero delle gentes minores.

## Tria nomina
I praenomina utilizzati sono Titus, Gnaeus, Gaius, Quintus, Lucius ed è particolare l'impiego del ben più raro Caeso, in italiano "Cesone".
Le principali famiglie della gens hanno i cognomina Capitolinus, Cincinnatus, Poenus, Crispinus e Flamininus. Sono attestati anche Claudus e Plancinus. Durante l'impero apparvero anche i Ceserni Statii.

## Membri dellagens

### Quinctii Capitolini
- Tito Quinzio Capitolino Barbato: console nel 471, 468, 465, 446, 443, e 439 a.C.;
- Tito Quinzio Capitolino Barbato: figlio del precedente, console nel 421 a.C., tribuno consolare nel 405 a.C.;
- Tito Quinzio Capitolino Barbato: figlio del precedente, tribuno consolare nel 405 a.C.;
- Lucio Quinzio Capitolino: tribuno consolare nel 385 a.C.;
- Tito Quinzio Peno Capitolino Crispino: dittatore nel 361 a.C., console nel 354 e 351 a.C.;
- Gneo Quinzio Capitolino, edile curule nel 366 a.C., dittatore clavi figendi causa nel 331 a.C.;
- Tito Quinzio Peno Capitolino Crispino: console nel 208 a.C.;

### Quinctii Cincinnati
- Lucio Quinzio L. f. L. n. Cincinnato: console nel 460 a.C., dittatore nel 458 e 439 a.C.;
- Cesone Quinzio: figlio di Cincinnato, morto in esilio;
- Lucio Quinzio L. f. L. n. Cincinnato: figlio di Cincinnato, tribuno consolare nel 438, 425 e 420 a.C., magister equitum nel 437 a.C. sotto il dittatore Marco Emilio Mamercino, console nel 428 a.C.;
- Quinto Quinzio L. f. L. n. Cincinnato: tribuno consolare nel 415 e 405 a.C.;
- Tito Quinzio T. f. L. n. Cincinnato Capitolino: tribuno consolare nel 388, 385 e 384 a.C., magister equitum nel 385 a.C. sotto il dittatore Aulo Cornelio Cosso, dittatore nel 380 a.C.;
- Lucio Quinzio Cincinnato: tribuno consolare nel 386, 385 e 377 a.C.;
- Gaio Quinzio Cincinnato: tribuno consolare nel 377 a.C.;
- Quinto Quinzio Cincinnato: tribuno consolare nel 369 a.C.;
- Tito Quinzio Cincinnato Capitolino: tribuno consolare nel 368 a.C. e magister equitum nel 367 a.C. sotto il dittatore Marco Furio Camillo, forse si tratta di Peno Capitolino Crispino, console del 354 a.C.;

### Quinctii Poeni
- Tito Quinzio L. f. L. n. Peno Cincinnato: figlio di Cincinnato, console nel 431 e 428 a.C. e tribuno consolare nel 426 a.C. (forse anche nel 420 a.C. al posto del fratello Lucio Quinzio Cincinnato);
- Tito Quinzio Peno Capitolino Crispino: dittatore nel 361 a.C., magister equitum nel 360 a.C. e console nel 354 e nel 351 a.C.;
- Tito Quinzio Peno Capitolino Crispino: console nel 208 a.C., chiamato anche Tito Quinzio Crispino;

### Quinctii Crispini
- Tito Quinzio Crispino: questore prima del 69 a.C.;
- Tito Quinzio Crispino Sulpiciano: console nel 9 a.C. con Nerone Claudio Druso Germanico;

### Quinctii Flaminini
- Cesone Quinzio Flaminino: duumviro eletto nel 216 a.C. per sovraintendere alla costruzione del tempio della Concordia (aedilis loco);
- Lucio Quinzio Flaminino: augure nel 212 a.C.
- Tito Quinzio T. f. L. n. Flaminino: console nel 198 a.C., comandò l'esercito romano nella guerra contro Filippo V di Macedonia;;
- Lucio Quinzio T. f. L. n. Flaminino: fratello del precedente, console nel 192 a.C.;
- Gaio Quinzio Flaminino: pretore peregrino nel 177 a.C.;
- Tito Quinzio T. f. T. n. Flaminino: console nel 150 a.C., probabile figlio di Tito Quinzio, vincitore a Cinocefale;
- Tito Quinzio T. f. T. n. Flaminino: console nel 123 a.C.;
- Tito Quinzio Flaminino?: magistrato monetario intorno al 119-110 a.C.;

### Quinctii Cesernii Statii(epoca imperiale)
- Tito Quinzio Cesernio Stazio Macedo (padre);[2]
- Tito Quinzio Cesernio Stazio Macedo Quinziano (figlio): console nel 138;[3]
- Tito Quinzio Cesernio Stazio Staziano Memmio Macrino (figlio): console nel 141.[4]

### AltriQuinctii
- Cesone Quinzio L. f. Cn. n. Claudo: console nel 271 a.C.;
- Quinzio, pretore nel 143 a.C., combatté contro Viriato;
- Lucio Quinzio, pretore nel 68 a.C.: intervenne nel dibattito per togliere il comando a Lucullo;
- Caio Quinzio Valgo : partigiano di Silla avversato da Cicerone nel 63 a.C.;
- Marco Quinzio M. f. Pol. Plancino: senatore nel 44 a.C.;
- Lucio Quinzio: senatore nel 43 a.C., suocero di Gaio Asinio Pollione;